# Pompogne
Pompogne é uma comuna francesa na região administrativa da Nova Aquitânia, no departamento Lot-et-Garonne. Estende-se por uma área de 41,33 km². Em 2010 a comuna tinha 210 habitantes (densidade: 5,1 hab./km²).